# Dietrich Voigtberger

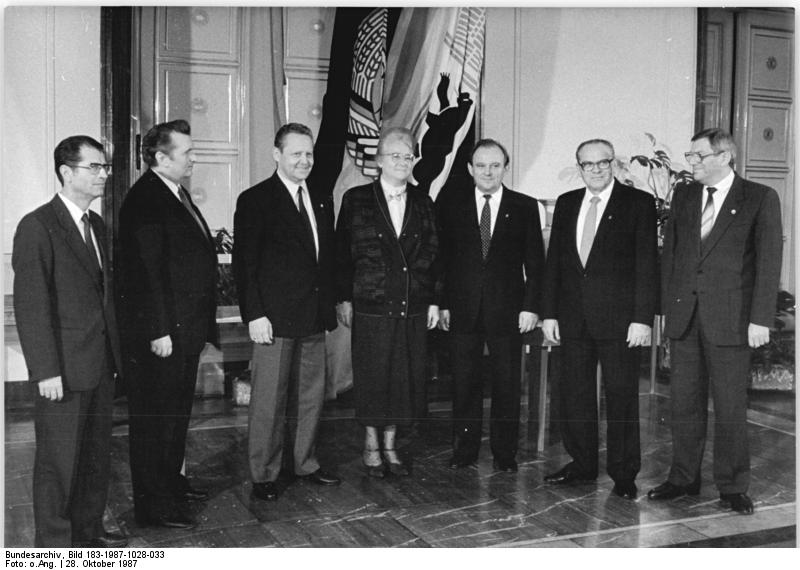
Oberbürgermeister Krack empfängt Politiker 1987 (2.v.l. Dietrich Voigtberger)

Dietrich Voigtberger (* 4. April 1941 in Gera; † 17. Dezember 1988 in Berlin) war ein deutscher Ökonom und Politiker. Er war Hochschullehrer und Funktionär der CDU der DDR.

## Leben
Der Sohn eines kaufmännischen Angestellten absolvierte nach dem Besuch der Grundschule die Erweiterte Oberschule in Gera, wo er 1959 sein Abitur ablegte. Nach einem dreijährigen Dienst in der Nationalen Volksarmee studierte er von 1962 bis 1967 an der Hochschule für Ökonomie Berlin (HfÖ) Wirtschaftswissenschaften und schloss dieses Studium mit dem Diplom ab. Anschließend war er drei Jahre als wissenschaftlicher Assistent an der HfÖ tätig. 1969 promovierte er zum Dr. oec. Im Anschluss an seine Assistentenzeit übernahm er von 1970 bis 1973 die Leitung der Abteilung Wissenschaftsorganisation am Institut für Regelungstechnik in Berlin. Von 1973 bis 1981 war er wissenschaftlicher Oberassistent an der HfÖ. Seine Habilitierung erfolgte 1979. Anschließend wurde er auf eine Dozentur der HfÖ berufen. 1986 erfolgte die Berufung zum außerordentlichen Professor.
1966 trat Voigtberger in die Christlich-Demokratische Union Deutschlands (CDU) ein. Im Oktober 1970 wurde er Vorsitzender des CDU-Kreisverbandes Berlin-Lichtenberg und im Februar 1981 Vorsitzender des CDU-Bezirksvorstandes Berlin (Nachfolger von Ursula Raurin-Kutzner). Seit dem 15. Parteitag der CDU im Oktober 1982 war er Mitglied des Hauptvorstandes und des Präsidiums der CDU. Zum Abgeordneten der Volkskammer der DDR wurde er 1971 gewählt. In der Volkskammer war er Mitglied des Ausschusses für Arbeit und Sozialpolitik und seit 1986 stellvertretender Vorsitzender der Interparlamentarischen Gruppe. Alle Funktionen hatte er bis zu seinem Tod 1988 inne.
Er pflegte Kontakte mit dem Berlin-Brandenburgischen Bischof Gottfried Forck, mit Altbischof Albrecht Schönherr und mit Peter Kirchner, dem Vorsitzenden der Jüdischen Gemeinde von Berlin (Ost), sowie mit weiteren kirchlichen und politischen Persönlichkeiten.
Die Beisetzung fand am 22. Dezember 1988 auf dem Karlshorster und Neuen Friedrichsfelder Friedhof in Berlin-Karlshorst statt. Die kirchliche Trauerfeier in der Kapelle des evangelischen Friedhofs hielt der Generalsuperintendent Günter Krusche. Unter den Trauernden befand sich neben der Witwe, Adelheid Voigtberger, geborene Steudel, u. a. der CDU-Parteivorsitzende Gerald Götting.

## Schriften (Auswahl)
- Die Überleitung von Ergebnissen der angewandten Forschung im gesellschaftlichen Reproduktionsprozeß des Sozialismus (mit Arnold Bernwald, Eberhard Heuschkel, Wolfgang Kehr). Dissertation, Berlin 1969.[8]
- Überleitung von wissenschaftlich-technischen Ergebnissen: Möglichkeiten und Methoden der rationellen Gestaltung (mit Alfred Lange). Verlag Die Wirtschaft, Berlin 1975.[9]
- Grundsätze und Methoden zur Bewertung des Ergebnisniveaus der natur- und technikwissenschaftlichen Grundlagenforschung im Sozialismus. Dissertation B, Berlin 1979.[10]

## Auszeichnungen
- Otto-Nuschke-Ehrenzeichen in Bronze (1973) und in Silber (1979)
- Verdienstmedaille der DDR[11]
- Vaterländischer Verdienstorden der DDR in Bronze (1985)